# Xã Otranto, Quận Mitchell, Iowa
Xã Otranto (tiếng Anh: Otranto Township) là một xã thuộc quận Mitchell, tiểu bang Iowa, Hoa Kỳ. Năm 2010, dân số của xã này là 338 người.